# Volodîmîr Hroisman
Volodîmîr Hroisman (în ucraineană Володимир Гройсман; n. 20 ianuarie 1978, Vinnîțea, RSS Ucraineană, URSS) este un politician ucrainean, prim-ministru al Ucrainei între 14 aprilie 2016 și 29 august 2019. La data numirii în funcție, era cel mai tânăr prim-ministru din istoria statalității ucrainene, dar a fost depășit la acest capitol de succesorul său Oleksi Honcearuk.

## Biografie
S-a născut la 20 ianuarie 1978 în orașul Vinița, URSS (astăzi. Ucraina ). 
A absolvit dreptul, a lucrat în funcții de conducere în structurile de afaceri. 
Primarul orașului Vinitsa din 2006 până în 2014. 
A absolvit Academia Națională de Administrație Publică sub președintele Ucrainei. 
În februarie 2014, el a devenit viceprim-ministru și ministru al dezvoltării regionale, șeful comisiei guvernamentale care a investigat cauzele avariei avionului Boeing-777 în regiunea Donetsk, în luna iulie a aceluiași an. 
A fost ales ca deputat în Rada Supremă în alegerile parlamentare din octombrie 2014, din noiembrie 2014 până în aprilie 2016. 
Este căsătorit și are 3 copii. 
Hroisman asistă la împingerea parlamentului la o cerere a președintelui Poroșenko pentru legislația muncii care interzice discriminarea homosexuală - o măsură solicitată de UE, dar nepopulară într-o Ucraină patriarhală. După ce a acceptat-o, s-a grăbit să-și arate rezistența față de căsătoriile de același sex. 